# CS-360
La CS-360 (Carretera Secundària 360) és una carretera de la Xarxa de Carreteres d'Andorra, que comunica la CG-3, amb Arans. També és anomenada Carretera d'Arans.
Segons la codificació de carreteres d'Andorra aquesta carretera correspon a una Carretera Secundària, és a dir, aquelles carreteres què comuniquen una Carretera General amb un poble o zona.
Aquesta carretera és d'ús local ja què només l'utilitzen los veïns de les poblacions que recorre.
La carretera té en total 0,5 quilòmetres de recorregut.

## Recorregut
- CG-3
- Arans

| Tipus de Sortida | Direcció de la sortida | Carretera que hi enllaça | Qm  |
| ---------------- | ---------------------- | ------------------------ | --- |
| CS-360           | Bifurcació             | CG-3                     | 0   |
|                  | Arans                  | Carrer de les Ribes      | 0,5 |